# Дочернее общество
Доче́рнее о́бщество — хозяйственное общество, находящееся в правовом положении, когда другое (основное) хозяйственное товарищество или общество в силу преобладающего участия в его уставном капитале, либо в соответствии с заключённым между ними договором, либо иным образом имеет возможность определять решения, принимаемые таким обществом (ст. 67.3. ГК РФ).

## Дочернее предприятие
С экономической точки зрения, дочернее предприятие — это предприятие, созданное в качестве юридического лица другим предприятием (учредителем) путём передачи ему части своего имущества в полное хозяйственное ведение. Учредитель дочернего предприятия утверждает устав предприятия, назначает его руководителя и осуществляет в отношении дочернего предприятия другие права собственника, предусмотренные законодательными актами о предприятии.